# Hermann Schaper
Hermann Schaper (Strasburgo, 12 agosto 1911 – 2002) è stato un militare tedesco, comandante di alcune Einsatzgruppen naziste che si macchiarono di numerosi crimini di guerra contro i polacchi e gli ebrei durante l'occupazione della Polonia.

## Biografia

### Crimini durante la guerra
Schaper aderì alle SS con il grado di SS-Untersturmführer il 20 aprile 1935; esattamente due anni dopo fu promosso al grado di SS-Obersturmführer. Prima dell'invasione della Polonia, avvenuta nel 1939, Schaper lavorava negli uffici principali dell'SD, il servizio segreto della Germania nazista. Durante l'occupazione tedesca della Polonia, Schaper prestò servizio come comandante del Kommando SS Zichenau-Schröttersburg, un'Einsatzgruppe nazista attiva nella Polonia orientale e composta da circa 500-1000 funzionari delle SS e della Gestapo. Schaper operò nel distretto di Płock (nome poi arianizzato in Schröttersburg), amministrato dal conte von der Groeben. Il suo superiore era l'SS-Sturmbannführer Hartmut Pulmer, capo della Gestapo del comune di  Ciechanów (ribattezzato Zichenau).
Lo squadrone della morte di Schaper fu schierato nel neonato distretto di Bezirk Bialystok subito dopo l'inizio dell'Operazione Barbarossa. Himmler, che visitò Białystok il 30 giugno 1941, dichiarò che nella zona erano necessarie più forze militari, perché il ritiro massiccio dell'Armata Rossa aveva lasciato un enorme vuoto di sicurezza che doveva essere colmato. Il 3 luglio giunse in città un'ulteriore formazione della Schutzpolizei, inviata dal Governatorato Generale e guidata dall'SS-Hauptsturmführer Wolfgang Birkner, veterano dell'Einsatzgruppe IV durante la campagna di Polonia. Un'unità di soccorso, denominata Kommando Bialystok, venne inviata dall'SS-Obersturmbannführer Eberhard Schöngarth per ordine del Reichssicherheitshauptamt (RSHA) a causa dell'intensa attività di guerriglia praticata nella zona dai sovietici; gli ebrei vennero subito accusati di aiutare il nemico comunista. Il 10 luglio 1941 l'Einsatzgruppe di Schaper fu suddiviso in dozzine di commando più piccoli, i cosiddetti Einsatzkommandos, composti da alcune decine di persone che avevano il compito di assassinare ebrei, comunisti e spie sovietiche dell'NKVD. L'intero Einsatzgruppe si rese responsabile di diversi eccidi di massa perpetrati nei centri abitati situati nei dintorni di Białystok. La furia omicida di Schaper e della sua squadra si scatenò, tra le altre località, a Wizna (fine giugno), Wąsosz (5 luglio), Radziłów (7 luglio), Jedwabne (10 luglio), Łomża (inizio agosto), Tykocin (22–25 agosto), Rutki (4 settembre), Piątnica e Zambrów.

### Processi
Sin dall'inizio degli anni '60 il centro giudiziario tedesco per il perseguimento dei crimini nazisti a Ludwigsburg indagò sui crimini di guerra perpetrati da Schaper. I pubblici ministeri si servirono di un testimone chiave, il Kreiskommissar tedesco di Łomża, che nel corso delle indagini si scoprì aver guidato il commando Einsatzgruppe B di Schaper. Quest'ultimo fu accusato nel 1964 di aver diretto personalmente l'Einsatzkommando, responsabile dello sterminio degli ebrei in città. Due testimoni israeliani, ossia Chaja Finkelstein di Radziłów e Izchak Feler di Tykocin, riconobbero da alcune fotografie che Hermann Schaper fu responsabile anche del pogrom di Radziłów il 7 luglio 1941, così come degli omicidi di massa di Tykocin del 25 agosto 1941. I metodi usati dallo squadrone della morte di Schaper in questi massacri erano identici a quelli impiegati a Jedwabne. Schaper negò le accuse e i tedeschi ritennero che le prove fossero insufficienti per poterlo perseguire in quel momento. I procedimenti legali contro di lui furono chiusi il 2 settembre 1965 nonostante la sua identificazione positiva da parte dei tribunali.
Nel 1976 fu nuovamente processato in Germania per aver perpetrato crimini contro i polacchi e gli ebrei e venne condannato a sei anni di carcere. In appello, tuttavia, la condanna fu ribaltata, poiché lo stato di salute di Schaper fu ritenuto troppo fragile e precario per poter reggere un nuovo processo a suo carico. Schaper venne condannato insieme a Franz Hartmann, Hans Doermage e Kurt Baresel (capo della Gestapo di Ciechanów) per la loro complicità in crimini legati all'Olocausto. Un altro imputato, Ernst Schardt, venne assolto, mentre le accuse contro Otto Roehr furono ritirate.
Schaper morì di vecchiaia nel 2002. Secondo una dichiarazione dell'Istituto della memoria nazionale polacco ricevuta dall'accusa tedesca, la documentazione relativa al suo processo non è più disponibile e molto probabilmente è stata distrutta a seguito della chiusura del caso.